# Chioma Ajunwa
Chioma Ajunwa (* 25. prosince 1970 Umuihiokwu) je bývalá nigerijská atletka olympijská vítězka ve skoku do dálky.
V mládí se věnovala atletice a fotbalu (v roce 1991 mj. hrála v nigerijské reprezentaci). Později se věnovala jenom atletice a zvláště skoku do dálky. V roce 1989 zvítězila na mistrovství Afriky výkonem 653 cm. Zlepšovala se i nadále, v roce 1992 však byla potrestána pro použití dopingu zákazem startů na čtyři roky. Trest jí vypršel krátce před olympiádou v Atlantě v roce 1996. V olympijském finále zvítězila skokem dlouhým 712 cm. O rok později získala stříbrnou medaili v soutěži dálkařek na halovém mistrovství světa v Paříži. Sportovní kariéru ukončila v roce 2002.

## Vyznamenání
- člen Řádu Nigeru – Nigérie – udělil Sani Abacha[1]